# Тан Лиу Йе
Тан Лиу Йе (индон.  Tan Lioe Ie ); (1 июня 1958, Денпасар) — индонезийский поэт, первый поэт в Индонезии, темой которого стали китайские символические образы. Среди друзей Йоки.

## Краткая биография
Родился и живёт на острове Бали. Учился на архитектора в Джакартском университете (не окончил). В 1996 году завершил курс менеджмента (бакалавриат) экономического факультета Университета Удаяна (Денпасар). Работает редактором журналов культуры «Чак» и «Парадокс». Участник поэтических фестивалей в Индонезии, Голландии, Франции, Тасмании, Суринаме, Южной Африке. Был также гитаристом группы «Ариеста». Член литературного объединения «Санггар Минум Копи». В 2014 г. вместе с Девой Путу Сахадевой основал поэтический союз «Джатиджагат Кампунг Пуиси» (Денпасар)  «Джатиджагат Кампунг Пуиси» (Денпасар).

## Творчество
Сторонник т. н. музыкализации стихов (исполнение стихов под музыку). Пишет и печатает стихи в газетах «Бали Пост», «Берита Буана», «Суара Мердека», «Компас», «Медия Индонесия», «Бали — Те Морнинг», «Коуст Лайнз» (Австралия), литературном журнале «Хорисон». Автор пяти сборников поэзии, в том числе двух на CD дисках. Наиболее популярные стихи: Catatan Gila (Сумасшедшие записки), Perahu Daun (Кораблик из листьев), Mimpi Buruk (Ночной кошмар), Tak Lagi (Никогда больше). Кроме того, стихи поэта включены в девять коллективных антологий. Стихи переведены на английский, болгарский, голландский, китайский, немецкий, русский и французский языки.

## Награды
- Первое место на национальном конкурсе поэзии, проводимом литературным объединением «Санггар Минум Копи» (1990)
- Приз фонда «Yayasan Taraju» (1994)

## Основные сборники
- Kita Bersaudara (Мы братья) (1991), англоязычная версия We Are All One (1996, перевод Томаса Хантера)[3]
- Malam Cahaya Lampion (2005) (В Ночь китайских фонариков), голладскоязычная версия Nach Van De Lampionen (перевод Линде Воуте)[4]
- Exorcism (Экзорсизм) (диск со стихами в сопровождении музыки в исполнении автора) (2010)
- Kuda Putih (Белая лошадь) (диск со стихами в сопровождении музыки в исполнении автора) (2012)
- Ciam Si: Puisi-puisi Ramalan (Чиам Си: Стихи предсказаний) (2015)[5]

## Участие в коллективных сборниках
- Perjalanan (Путешествие) (1990)
- Taksu (Святость) (1991)
- The Gingseng (Женьшень) (1993)
- Sahayun (Сахаюн) (1994)
- Kebangkitan Nusantara I & II (Пробуждение Нусантары I&II) (1994, 1995)
- Cerita Dari Hutan Bakau (Истории мангрового леса) (1996)
- Mencari Mimpi (В поисках мечты) (2016)

## Переводы стихов Тан Лиу Йе на русский язык
- Птица, выклёвывающая глаза; Поэзия; В ночь горящих фонариков. — В поисках мечты. Современная поэзия Индонезии в переводах Виктора Погадаева. М.: «Ключ-С», 2016, с. 48-59

## Семья
- Отец Tan Tien Hwie, мать Tan Cecilia.
- Супруга Ida Ayu Nyoman Suwiti